# درازگودال

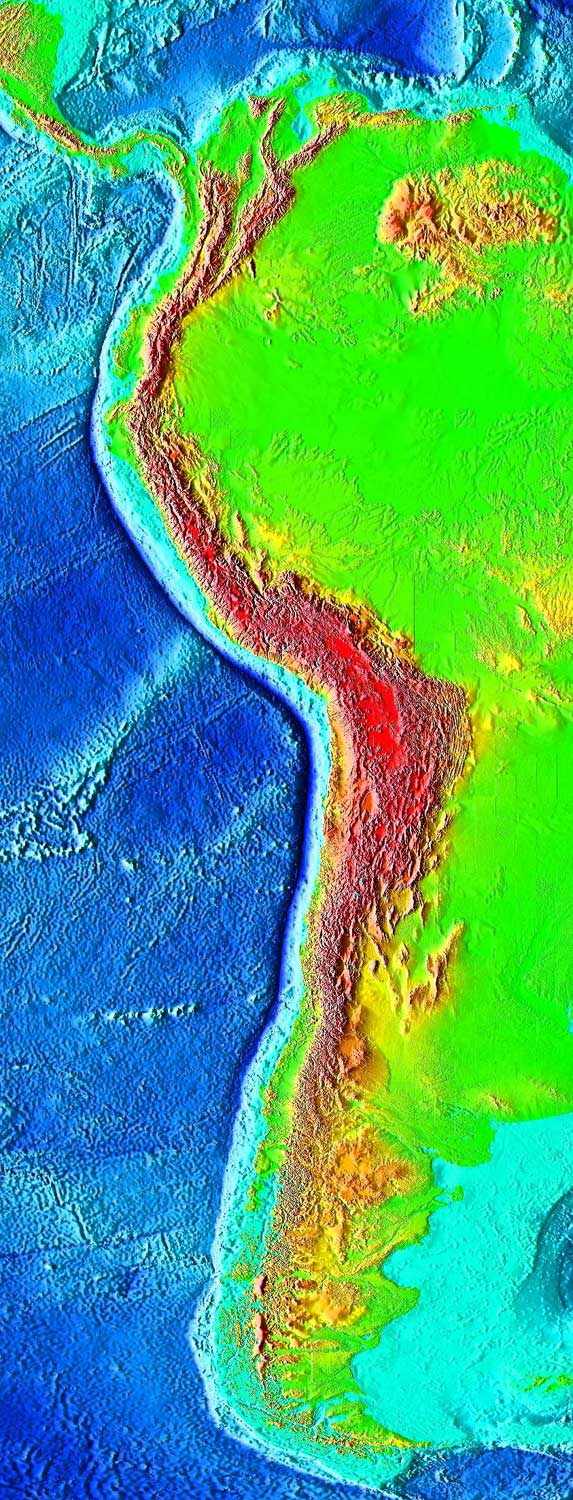
درازگودال پرو-شیلی (رنگ سرمه‌ای تیره)

درازگودال‌ها گودال‌های طولانی و زمین‌های پست و فرونشسته کف دریاها و اقیانوس‌ها هستند. آن‌ها به‌طور معمول ۵۰ تا ۱۰۰ کیلومتر عرض دارند و ۳ تا ۴ کیلومتر گودتر از سطح کف اقیانوسی اطراف هستند، اما می‌توانند هزاران کیلومتر طول داشته باشد. درازای آنها از حد یک نیمکره تجاوز نمی‌کند. درازگودال‌ها ژرفترین نقاط کف اقیانوس‌ها را تشکیل می‌دهند.
در دنیا حدود ۵۰٬۰۰۰ کیلومتر درازگودال در زیر اقیانوس‌ها وجود دارد که بیشتر در اطراف اقیانوس آرام، شرق اقیانوس هند و چند مکان دیگر هستند. ژرفترین درازگودال اندازه‌گیری شده درازگودال ماریانا، در عمق ۱۱٬۰۳۴ متر زیر اقیانوس آرام است.
به درازگودال، ژرف‌ناوه هم گفته شده است.

## درازگودال‌های اصلی جهان
| درازگودال                                     | محل                                                      |
| --------------------------------------------- | -------------------------------------------------------- |
| درازگودال آلئوتی                              | در غرب آلاسکا                                            |
| درازگودال کیمن                                | بخش غربی دریای کارائیب                                   |
| خندق دریایی (The Gully)                       | در شرق نووا اسکوشیا                                      |
| درازگودال هیکورانگی                           | در شرق نیوزیلند                                          |
| درازگودال ژاپن                                | شمال شرقی ژاپن                                           |
| درازگودال کوریل-کامچاتکا                      | نزدیک جزایر کوریل                                        |
| مغاک لاورنسی یا مغاک                          | اقیانوس اطلس شمالی روبروی کرانه شرقی کانادا              |
| درازگودال ماریانا ژرفترین بخش اقیانوس‌های جهان | اقیانوس آرام غربی، در شرق جزایر ماریانا                  |
| درازگودال پورتوریکو                           | در مرز اقیانوس اطلس و دریای کارائیب                      |
| درازگودال پرو-شیلی                            | اقیانوس آرام شرقی، روبروی کرانه پرو و شیلی               |
| درازگودال فیلیپین                             | در شرق جزایر فیلیپین                                     |
| درازگودال ریوکیو                              | لبه شرقی جزایر ریوکیوی ژاپن                              |
| درازگودال تونگا                               | شمال شرقی استرالیا                                       |
| درازگودال یاپ                                 | اقیانوس آرام غربی، میان جزایر پالائو و درازگودال ماریانا |